# Jerzy Rybiński (muzyk)
Jerzy Rybiński (ur. 14 czerwca 1945 w Łodzi) – polski wokalista, gitarzysta basowy i kompozytor.

## Życiorys
Ukończył Państwową Szkołę Muzyczną w Łodzi w klasie kontrabasu. Debiutował w 1962 w amatorskim zespole Komety. W latach 1965–1967 był członkiem big-bandu łódzkiej Państwowej Wyższej Szkoły Muzycznej Kanon Rytm.
W 1967 znalazł się w pierwszym składzie grupy No To Co. Występował w niej do 1973, a także po jej reaktywacji w latach dziewięćdziesiątych. W roku 1971 współpracował i występował z grupą 2 plus 1. W latach 1974–1981 był muzykiem i autorem piosenek zespołu Andrzej i Eliza, którego współtwórcą był jego brat Andrzej Rybiński.
Z końcem lat 70. XX wieku rozpoczął karierę solową singlem z piosenkami Deszcz w obcym mieście (ze słowami Małgorzaty Maliszewskiej) i Już zapominam cię jak sen (ze zmienianym wielokrotnie tekstem Bogdana Olewicza i Andrzeja Kuryły).
W 2010 zapowiedział powrót do współpracy z Piotrem Janczerskim, założycielem No To Co. Jej efektem jest piosenka Dla ciebie.

## Dyskografia[1]
- Ulica Marzeń  (LP, Album), Pronit, 1984
- Nasz Podwójny Świat  (LP, Album), Pronit, 1987
- Dopóki Serce Drży  (CD, Album, Dig), Polskie Nagrania „Muza”, 2006
- 5-ta Strona Świata  (CD, Album, Dig), MJM Music PL, 2011

Ponadto dyskografia Jerzego Rybińskiego obejmuje liczne płyty zespołów No To Co oraz Andrzej i Eliza.

## Odznaczenia
- 2024 - Srebrny medal „Zasłużony Kulturze Gloria Artis”[13]